# Guerre éthio-mahdiste
Guerre des mahdistes
Batailles
La guerre éthio-mahdiste est un conflit ayant opposé l'Empire éthiopien aux Mahdistes soudanais de 1885 à 1889. Ce conflit s'inscrit dans le cadre plus vaste de la guerre des Mahdistes.

## Origines et déroulement du conflit
Au début des années 1880, le Soudan est sous domination égypto-britannique et le mouvement des Mahdistes s'est levé en 1881 afin de contester cette autorité. Rapidement, les rebelles contrôlent le sud du pays et parviennent à isoler plusieurs garnisons égyptiennes se trouvant à la frontière avec l'Éthiopie. Les Britanniques vont alors négocier la possibilité d'évacuer les troupes encerclées à travers le territoire de Yohannes IV alors Negusse Negest de l'Empire. Les discussions aboutissent au traité d'Adoua signé le 3 juin 1884 entre l'Éthiopie, l'Égypte et la Grande-Bretagne.
Le traité règle des problématiques datant du conflit entre l'Éthiopie et l'Égypte mais il permet surtout aux soldats bloqués dans les garnisons d'évacuer à travers le territoire de Yohannes IV. Avec ce geste, les Éthiopiens vont provoquer la guerre avec les Mahdistes alors ennemis des Égyptiens. Les batailles débutent l'année suivante. Initialement, Yohannes IV ne s'implique pas directement.
Le premier affrontement a lieu le 23 septembre 1885 à Kufit où le ras Alula Engida bat les troupes d'Uthman Diqna.  En 1887, les Éthiopiens, dirigés par Tekle Haymanot, battent les Mahdistes dans la région de Metemma. Ceux-ci prennent leur revanche sur Tekle Haymanot le 18 janvier 1888 à Sar Weha. Le 14 octobre 1888, les troupes éthiopiennes menées par Ras Gobena Dachi, général de Menelik II chassent les Mahdistes de la région du Welega en leur infligeant une défaite à Gute Dili.
Si Yohannes IV n'a pas directement pris part au conflit, il est frappé par la nouvelle du saccage de Gonder par les Mahdistes, après la défaite de Sar Weha. À la fin de l'année 1888, il prépare une importante armée de près de 100 000 hommes. La rencontre a lieu à Metemma, une ville sur la frontière avec le Soudan. Cette ultime bataille s'achève par le décès de Yohannes IV et l'effondrement de l'armée éthiopienne à la suite de cette mort. La victoire soudanaise n'est toutefois pas absolue puisque ceux-ci ont subi de très lourdes pertes et ne poursuivent plus les offensives en direction de l'Éthiopie.